# Неаполитанская карусель
Неаполитанская карусель (итал. Carosello napoletano) — итальянский музыкальный фильм 1954 года режиссера Этпоре Джаннини. Это первый итальянский послевоенный музыкальный фильм с неаполитанскими песнями и танцами, в котором также звучит голос знаменитого тенора Беньямино Джильи. Фильм был внесен в список 100 итальянских фильмов, которые нужно сохранить от послевоенных до восьмидесятых годов XX века. В роли театральной примадонны Сисини выступает молодая София Лорен.

## Сюжет
Странствующий певец Сальваторе Эспозито с семьей играет на старой пианоле и дает представления кукольного театра блуждая по улицам Неаполя. В фильме раскрывается история развития неаполитанской песни и танцев от средневековья до наших дней. В фильме много замечательных итальянских песен в прекрасном исполнении.